# 郝翠娟
郝翠娟（1970年—），山东招远人，汉族，中华人民共和国政治人物、第十二届全国人民代表大会山东地区代表。
毕业于烟台师范学院数学专业。担任烟台二中教师。2008年起担任全国人大代表。2013年，担任全国人大代表。